# گاجیسان (جئولا جنوبی)
گاجیسان (به لاتین: Gajisan) یک کوه در کره جنوبی است که در Jeollanam-do, South Korea واقع شده‌است. گاجیسان ۵۱۰ متر بالاتر از سطح دریا واقع شده‌است.